# Gardenia azul
Gardenia azul, cuyo título original en inglés es The Blue Gardenia, es una película norteamericana de 1953, realizada en blanco y negro por el director Fritz Lang, basada en una historia de Vera Caspary. Sus protagonistas son Anne Baxter, Richard Conte, Ann Sothern y Raymond Burr.
Esta película constituye la primera de una trilogía de Fritz Lang, junto a Mientras Nueva York duerme y Más allá de la duda (ambas de 1956), sobre el mundo del periodismo. En esta primera entrega se ofrece una mirada un tanto negativa sobre la cobertura periodística sensacionalista de un caso de asesinato.
La película podría considerarse en parte como una nueva versión de Whirlpool (1949), de  Otto Preminger, protagonizada también por Richard Conte y Gene Tierney, y que se centra en una mujer que pudo haber cometido un asesinato, pero no recuerda.
Nat King Cole canta la canción de los títulos y aparece en la película. El tema de esta canción fue escrito por Bob Russell y Lester Lee y los arreglos se deben a Nelson Riddle.

## Argumento
Una mujer es acusada de un asesinato después de una noche en que se emborracha. Un periodista enamorado de ella intentará descubrir la verdad sobre el caso.